# 罗大台镇
罗大台镇，是中华人民共和国辽宁省辽阳市文圣区下辖的一个乡镇级行政单位。

## 行政区划
罗大台镇下辖以下地区：
罗大台村、新洪家村、土岗子村、周三界坝村、邵红土崖子村、樊家屯村、张书屯村、孙庄子村、东沙浒屯村、西沙浒屯村、前沙浒屯村、施官屯村、上立沿沟村、大红土崖子村、解家屯村、青峰村和陆甲房村。